# 音楽と文学社
音樂と文學社（おんがくとぶんがくしゃ、1916年3月 - 1921年11月）は、かつて存在した日本の出版社である。同人雑誌『音楽と文学』（1916年3月 - 1919年）を編集するために大田黒元雄が設立し、大田黒の著書を出版した。

## 略歴・概要
1915年（大正4年）2月、著書『現代英国劇作家』（洛陽堂）を、同年5月、著書『バッハよりシェーンベルヒ』（合資会社山野楽器店）と2冊の著書を上梓した大田黒元雄が、1916年（大正5年）3月、日本最初の音楽批評誌『音楽と文学』を創刊した。編集発行は「東京府下大森山王」（東京都大田区山王）の自宅においた「音楽と文学社」、発売元は岩波書店とした。こうして「音楽と文学社」は発足した。
同人メンバーは、大田黒のほか、帝劇洋楽部解散を目前にした小林愛雄、のちに出版社「音楽之友社」を興す堀内敬三、のちに『トオキイ音楽論』（往来社、1932年）を著す中根宏、のちに音楽評論家の重鎮として知られることになる野村光一、作曲家の菅原明朗、「丸木砂土」のペンネームで知られる当時三菱商事社員の秦豊吉、森村財閥の森村豊、登山家の田邊主計、音楽評論家・作詞家となる二見孝平、東京電気株式会社（のちの東京芝浦電気、現東芝）の関重廣、東京帝国大学（現東京大学）名誉教授の子息弘田親輔、そして石井誠の12人の仲間であった。途中、堀内は1917年にアメリカに渡り、同誌は、1919年（大正8年）には休刊した。
同社は、『音楽と文学』誌のほかに、大田黒の著書・訳著書を多く出版した。販売元はいずれも岩波書店、東京堂（現東京堂書店）であった。
1921年（大正10年）11月、大田黒は、二度目の外遊に出発、それと同時に同社の活動は停止した。1923年（大正12年）3月に大田黒が帰国するころ、編集者の長谷川巳之吉が、出版社「第一書房」を興しており、大田黒の出版・執筆活動にかける情熱は、「第一書房」に注がれていった。

## ビブリオグラフィ
- 雑誌『音楽と文学』 （1916年 - 1919年）
- 大田黒元雄『近代音楽精髄』 （1916年）（東京,音楽と文学社,1916）
- 大田黒元雄『歌劇大観』 （1917年） - その後、第一書房ほか、版元を変え、増補改訂新編
- 大田黒元雄『洋楽夜話』 （1917年）
- 大田黒元雄『露西亜舞踊』 （1917年）
- 大田黒元雄『続洋楽夜話』 （1917年）
- 大田黒元雄『続バッハよりシェーンベルヒ』 （1918年）
- 大田黒元雄『音楽日記抄』 （1919年）
- 大田黒元雄第一訳著集『水の上の音楽』 （1919年）
- 大田黒元雄第二訳著集『微笑と嘲笑』 （1919年）
- 大田黒元雄第三訳著集『ペトルーシュカ』 （1920年）
- 大田黒元雄『第二音楽日記抄』 （1920年）
- 大田黒元雄『第三音楽日記抄』 （1921年）

## 関連事項
- 第一書房 (第1期)
- 長谷川巳之吉

## 註
1. 1 2 3  「大田黒元雄とその仲間たち 雑誌『音楽と文学』(1916-1919)」にある目次を参照。同小冊子は日本近代音楽館編、2002年発行。
2. ↑  コトバンクサイト内の記事「長谷川巳之吉」の記述を参照。